# Źwierzyniec

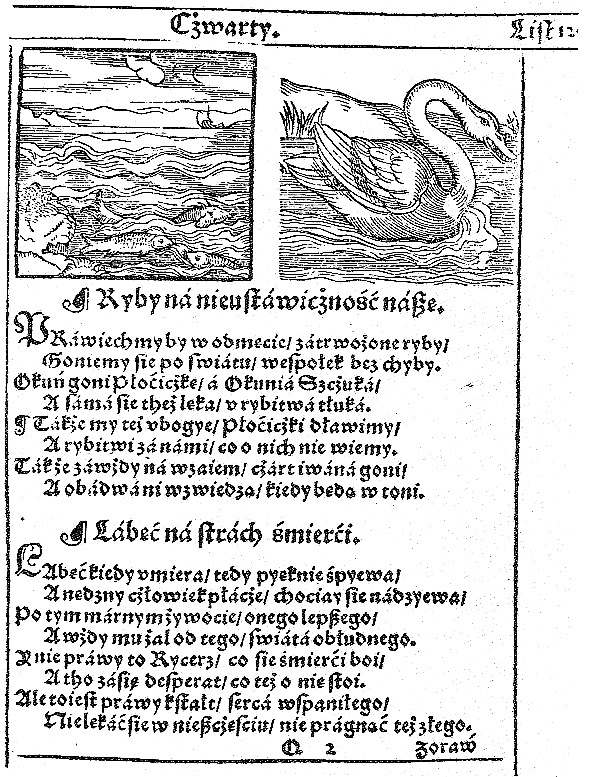
Emblematy z czwartego rozdziału

Źwierzyniec (pełny tytuł: Źwierzyniec, w którym rozmaitych stanów, ludzi, źwirząt i ptaków kstałty, przypadki i obyczaje są właśnie wypisane. A zwłaszcza ku czasom dzisiejszym naszym niejako przypadające) – zbiór epigramatów autorstwa Mikołaja Reja, obejmujący kilkaset utworów wierszowanych, opublikowany po raz pierwszy w Krakowie w 1562.
Tytuł zbioru stanowi nawiązanie do popularnych w średniowieczu bestiariuszy. Część epigramatów opatrzona jest ilustracjami, tworząc emblematy. Wszystkie epigramy w zbiorze zbudowane są z ośmiu wersów trzynastozgłoskowych, rymowanych na ogół dokładnie i parzyście.
Cały zbiór jest poprzedzony dialogiem pomiędzy spersonifikowaną Prywatą i Rzecząpospolitą (A tu napirwej Rzeczpospolita skarży sie na swe nieszczęście). Dalsza część podzielona jest na cztery rozdziały:
- Rozdział pirwszy. A tu sie już poczynają sprawy  i postępki pamięci godne onych królów i innych stanów sławnych, tak pogańskich, jako i krześcijańskich, z których by właśnie każdemu poczciwemu stanowi przystało dobre przykłady ku swym postępkom brać – apoftegmaty, przejęte od Erazma z Rotterdamu
- Rozdział wtóry. A tu sie już poczynają stany i domy niektóre zacnego narodu polskiego – wizerunki, tzn. wierszowane portrety pochwalne (w tym wizerunek Reja, Andrzeja Trzecieskiego, Jana Kochanowskiego, senatorów, władców, biskupów etc.), czasami o charakterze satyrycznym.
- Rozdział trzeci. Tu sie już poczynają przypadki osób ku sprawam świeckim należących … A tu już idą stanów duchownych przypadki … A tu już idą różne przypadki świata tego – charakterystyka urzędów i zawodów, w tym od papieża do mnicha, od szlachcica do króla etc.
- Rozdział czwarty. Jako starych wieków przypadki świeckie ludzie sobie malowali – bajek zwierzęcych i opisów życia codziennego na wsi. Wśród nich znajdują się także emblematy, aczkolwiek bez dołączonych ilustracji (są to więc tzw. subskrypcje – trzeci element emblematu).

Do Źwierzyńca dołączono osobny zbiór pt. Przypowieści przypadłe, z których sie może wiele rzeczy przestrzec – 230 epigramatów, często o charakterze satyrycznym, a nawet wulgarnym, będących przeróbkami facecji zarówno polskich, jak i obcych. W edycji opublikowanej w 1574 roku tytuł tej części zmieniono na Figliki albo Rozlicznych ludzi przypadki dworskie, które sobie po zatrudnionych myślach, dla krotofile, wolny będąc, czytać możesz.